# Emerich Hirmler
Emerich Hirmler (n. 31 iulie 1959 Arad – d. 5 martie 2018 a fost un fost jucător român de fotbal. 

### Activitate
A evoluat pe postul de fundaș central majoritatea carierei, dar a jucat și ca mijlocaș defensiv.
- Sere Arad
- Strungul Arad (1978-1979)
- Strungul Arad (1979-1980)
- Strungul Arad (1980-1981)
- UTA Arad (1980-1981)
- UTA Arad (1981-1982)
- UTA Arad (1982-1983)
- UTA Arad (1983-1984)
- UTA Arad (1984-1985)
- Vagonul Arad (1984-1985)
- Vagonul Arad (1985-1986)
- UTA Arad (1986-1987)
- UTA Arad (1987-1988)
- UTA Arad (1988-1989)
- UTA Arad (1989-1990)
- UTA Arad (1990-1991)
- Szarvas (1991-1992)
- Szarvas (1992-1993)
- Szarvas (1993-1994)